# Dm-ドロゲリエ・マルクト
dm-ドロゲリエ・マルクト（デーエム・ドロゲリエ・マルクト、ドイツ語:dm-drogerie markt GmbH & Co. KG）は、ドイツのカールスルーエに本社をおき、「dm」の商号で中央ヨーロッパおよび南東ヨーロッパでドラッグ・ストアを運営している会社である。
創業者のゲッツ・ヴェルナー（Götz Werner）は1973年に最初の店舗をカールスルーエに出した。2007/2008年度（9月30日）の時点で、30,700人の従業員と2,024の店舗を持っている。年間の収益は47億ユーロと見積もられる。うち38.6億ユーロはドイツ国内の1,012店舗およびオーストリアの354店舗のdmオーストリア（dm Österreich）による。dmオーストリアはこの他に、チェコ共和国に150店舗、スロベニアに61店舗、ハンガリーに225店舗、スロバキアに71店舗、クロアチアに104店舗、ボスニア・ヘルツェゴビナに17店舗、セルビアに23店舗、ルーマニアに7店舗を持ち、ブルガリアでも2009年から事業開始を予定している。損益計算書によると、2005/2006年度の1年間で、73百万ユーロの黒字を出している。